# قلمرو اوکایاما

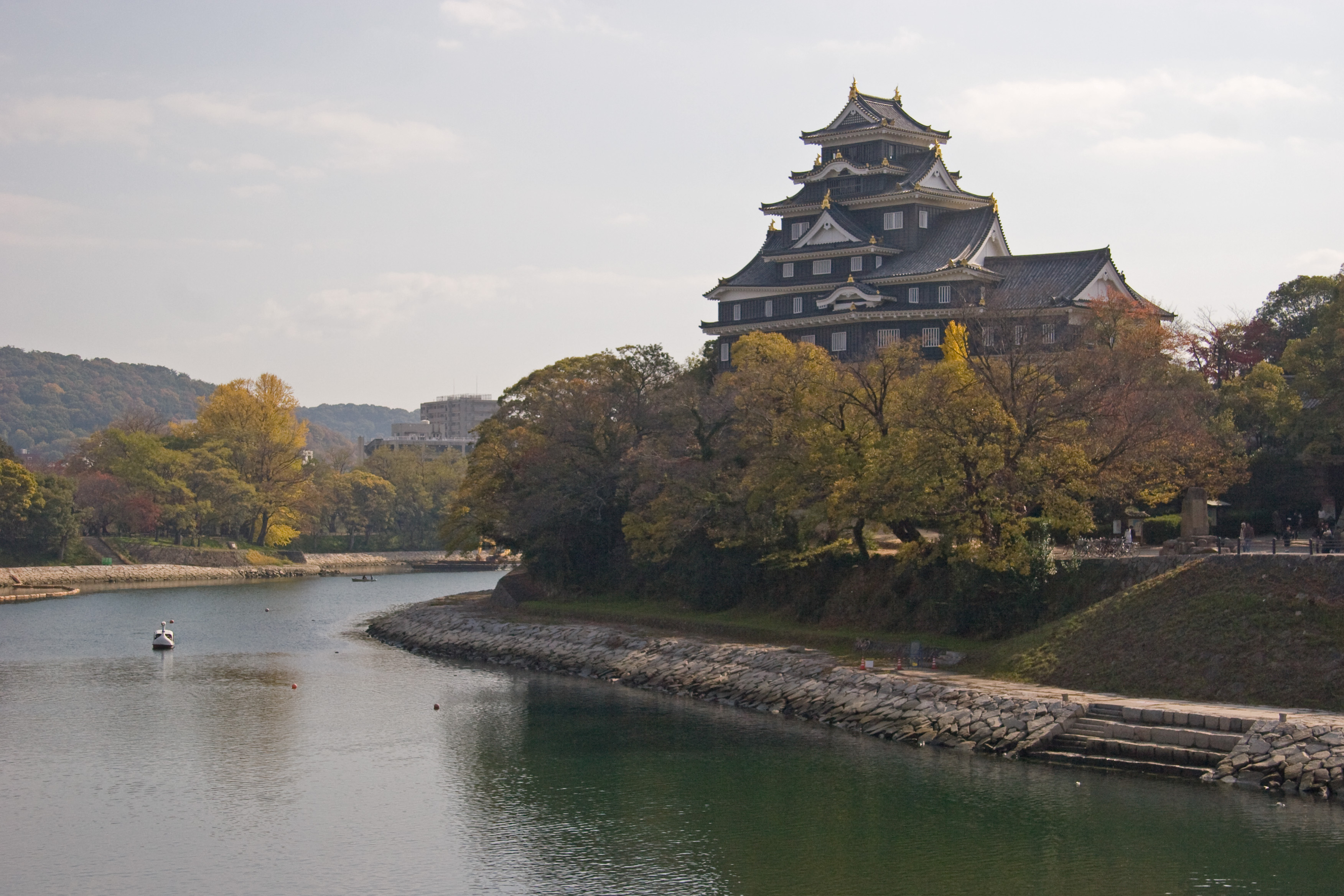
باغ قلعه گوراکوئن در استان اوکایاما

قلمروی اوکایاما (به ژاپنی: 岡山藩 Okayama han) یکی از هان‌های ژاپنی در دوره ادو بود. این هان با ولایت بیزن در دوره قبل از ادو و استان اوکایاما در ژاپن امروزی مطابقت دارد.